# Better World
Better World es una canción de la banda de rock estadounidense Toto, lanzada para su álbum Mindfields.

## Letra
La canción habla de la situación actual del mundo, como los enfrentamientos y la naturaleza. La voz principal es cantada por Steve Lukather.

## Música
Es una mezcla de rock progresivo y hard rock. Consta de 3 partes: La primera es un instrumental con una gran componente progresiva, la segunda es la sección cantada llevando un estilo más de balada donde se integran otras voces en los coros, y la tercera es un instrumental de cierre similar al primero. La versión del Livefields tiene más largo el intro de la primera parte.

## Apariciones en vivo
La canción fue tocada durante todo el Mindfields World Tour. Un ejemplo de su presentación en vivo se muestra en el Livefields. Después se retomó en 2013 en el 35th Anniversary Tour.
- Datos: Q5727439